# SN 1968B
SN 1968B – supernowa odkryta 5 lutego 1968 roku w galaktyce NGC 4874. W momencie odkrycia miała maksymalną jasność 17,40m.